# Belagalapeth, Hangal
Belagalapeth là một làng thuộc tehsil Hangal, huyện Haveri, bang Karnataka, Ấn Độ.